# João de Barros (historien)
Pour les articles homonymes, voir João de Barros et Barros.
Jean de Barros (en portugais João de Barros ; né en 1496 à Viseu et mort à Ribeira de Alitém le 20 octobre 1570) est un historien, écrivain et linguiste portugais éduqué à la cour du roi Manuel Ier, dans la période faste des découvertes portugaises. Il est parfois considéré comme « le Tite-Live portugais ».

## Crónica do Emperador Clarimundo
Sa prolifique carrière littéraire commence à l'âge d'environ vingt ans avec un roman de chevalerie, la Crónica do Emperador Clarimundo, donde os Reys de Portugal descendem (pt), (Chronique de l'Empereur Clarimonde, d'où les roys du Portugal descendent) :

« C'est à partir de la mise en scène de l'imaginaire de la société de la fin du XVe siècle et du début du XVIe que s'est organisée la lecture épique de la réalité nationale qui conduira aux Lusiades. Dans aucun texte, plus que dans Clarimundo, écrit par un jeune courtisan au cœur même de la cour et de la société dans laquelle s'élaborait la justification idéologique et spirituelle de la pratique historique et politique, n'offre[pas clair] un cadre plus profond, en dépit de ou plutôt de par son symbolisme significatif et assumé, à cet imaginaire.
Ce ne sont pas les pages dans lesquelles João de Barros, par la bouche de Fanimor, évoque en termes explicites la chronique royale de la succession des rois du Portugal et de ses vertus, qui expriment le mieux le sens épique, providentiel et impérial du destin portugais, mais la fiction épique elle-même, chevaleresque, mythique de Clarimundo, son destin archétypal et symbolique de "lumière du monde" (Clarimonde) qui illuminent le fonctionnement effectif de l'imaginaire impliqué dans la future œuvre historique de João de Barros (Les Décades que l'on verra plus loin), œuvre autour de laquelle toute la mémoire du présent national va s'articuler au long du siècle. En résumé, c'est la fiction mythologique qui à la fin sur-détermine le texte-historique, et non le contraire, car c'est là et pas ailleurs que l'inconscient de l'époque déroula ses rêves et ritualisa ses formes de vie idéale. »

— Eduardo Lourenço, "Mythologie de la saudade, Paris, ed. Chandeigne, 1997. [source insuffisante].
Ce roman est dédié au souverain et au jeune prince héritier Dom João, (futur Jean III).
En accédant au trône en 1521, ce dernier lui concède la charge de capitaine de la forteresse de S. Jorge da Mina, sur la côte de Guinée, où il partit l'année suivante.
En 1525 il est nommé trésorier de la Casa da India (Maison de l'Inde), mission qu'il accomplit jusqu'en 1528.

## Rhopicapneuma(1532)
La peste de 1530 l'amène à se réfugier dans sa Quinta de Ribeira de Alitém, près de Pombal, ville dans laquelle il conclut son dialogue moral, Rhopicapneuma (pt),  Rhopica Pnefma ou Mercadoria Espiritual (litt. « marchandise spirituelle »), allégorie qui mérita les éloges du catalan Juan Luis Vives.
Revenu à Lisbonne en 1532, le roi le nomma surveillant des Casas da India et de Mina - une haute position avec de grande responsabilités, dans une ville qui était alors l'entrepôt européen pour tout le commerce de l'Orient. João de Barros se montra un bon administrateur, désintéressé, chose rare à l'époque, comme le prouve le surprenant fait qu'il ait gagné peu d'argent dans cette charge (alors que ses prédécesseurs avaient amassé de grandes fortunes).[réf. nécessaire]

## Le Brésil
En 1534, Jean III, essayant d'attirer des colons pour le Brésil, divise la Colonie en capitaineries héréditaires, suivant en cela le système déjà  utilisé dans les îles atlantiques des Açores, Madère et le Cap Vert, avec des résultats prouvés. L'année suivante João de Barros fut remercié par l'octroi de deux capitaineries, en partenariat avec Aires da Cunha, le Ceará et le Pará. Il constitua à ses frais une flotte de dix navires et 900 hommes, qui partit pour le Nouveau Monde en 1539. Mais la flotte n'atteignit pas son objectif, peut-être à cause de l'ignorance de ses pilotes, et dériva jusqu'aux Antilles espagnoles. Prouvant une grande humanité, bien rare à l'époque, Barros paya les dettes de ceux qui avaient péri dans l'expédition. Cela fut cause des grands problèmes financiers que Barros eut par la suite toute sa vie,[réf. nécessaire] se voyant même obligé d'hypothéquer une partie de ses biens.

## Grammaire de la langue portugaise

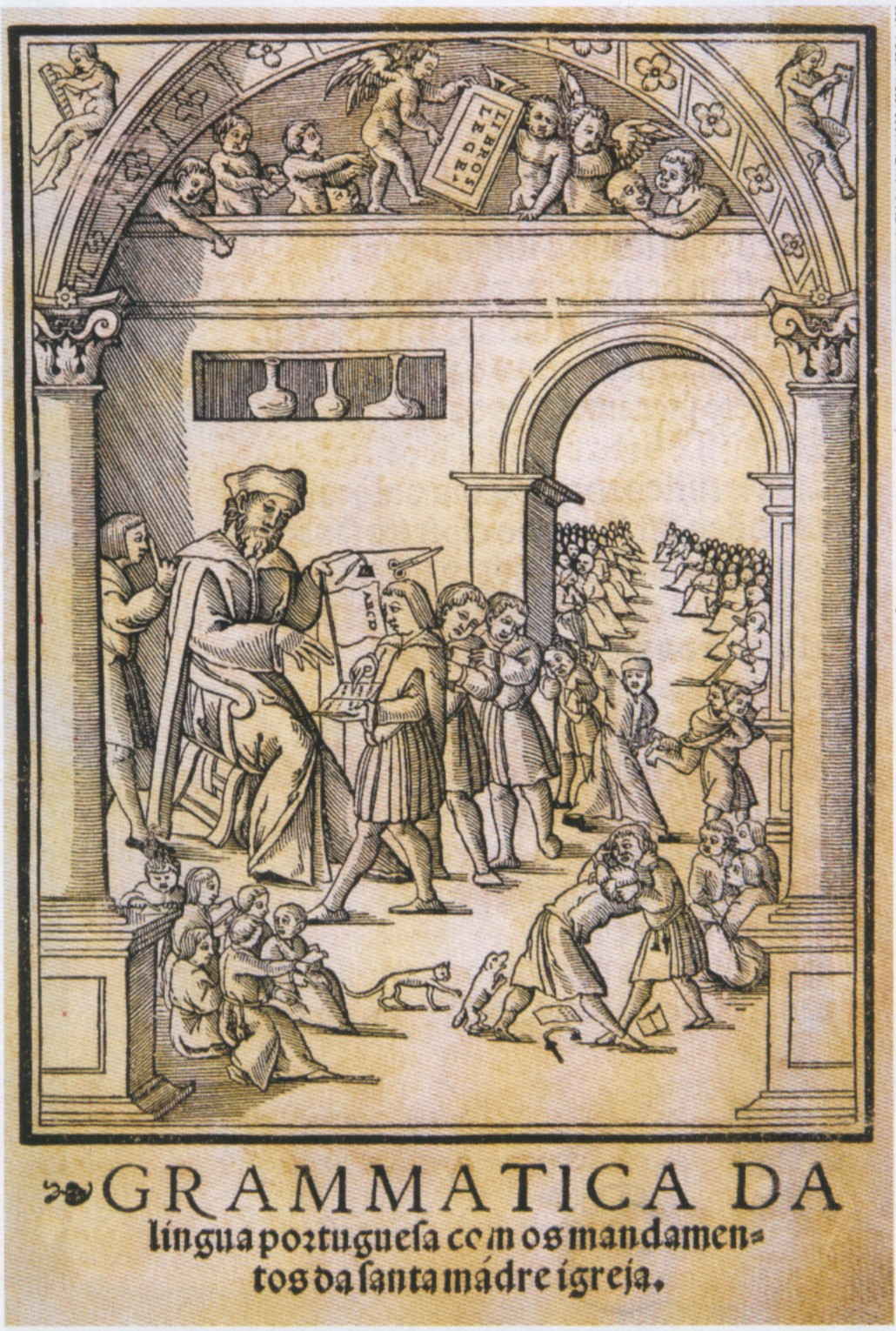
Frontispice de la Grammatica, (1539).

Pendant ces années il poursuivit ses études dans son temps libre, et peu après la désastreuse expédition au Brésil il publia la Grammatica da lingua portuguesa (pt) (Grammaire de la langue portugaise), accompagnée de divers dialogues moraux, pour aider à l'enseignement de sa langue maternelle.

## Décadas da Asia
Peu après, et suivant une proposition que lui avait adressée en son temps Dom Manuel I, il commence à écrire une histoire qui conterait les actions des Portugais en Inde - les Décadas da Ásia, (les Décades de L'Asie, des hauts faits effectués par les Portugais dans la conquête et la découverte des mers et des terres de l'Orient).
La première Décade est publiée en 1552, la seconde en 1553, et la troisième en 1563. La quatrième, inachevée, est complétée par João Baptista Lavanha et publiée à Madrid en 1615, bien après sa mort.
Malgré un style riche et fluide[réf. souhaitée], les Décades connaissent peu de succès de son vivant : on connaît à peine une traduction italienne à Venise, en 1563.
Jean III, enthousiasmé par son contenu, lui demande de rédiger une chronique relative aux événements du règne de Dom Manuel I - ce que João de Barros ne put réaliser, à cause de son travail de la Casa da India, la dite Chronique ayant depuis été rédigée par un autre grand humaniste portugais, Damião de Góis.
En janvier 1568 il est atteint d'un accident vasculaire cérébral et dispensé de ses fonctions de la Casa da India, puis anobli, recevant une pension du nouveau roi Dom Sébastien.
Il meurt dans sa Quinta de Alitém, à Pombal, le 20 octobre 1570, avec des dettes si importantes que ses fils renoncent au testament.

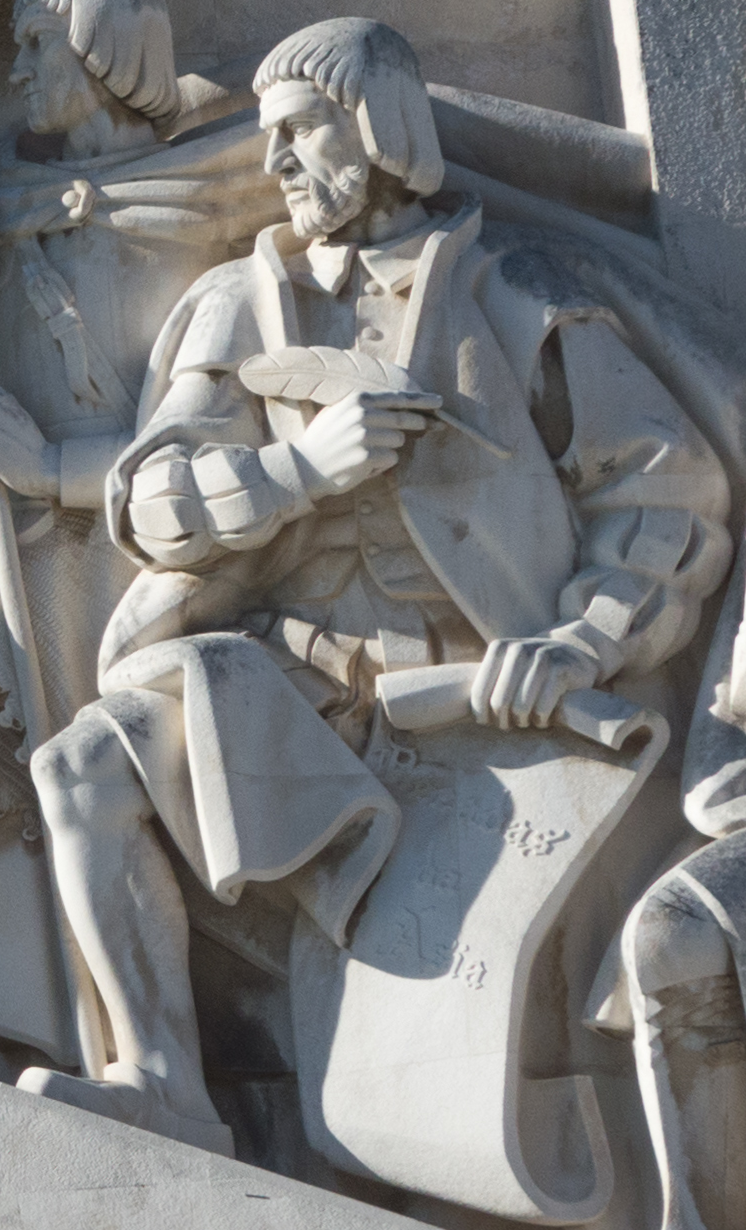
Effigie de João de Barros sur le Padrão dos Descobrimentos (monument aux découvertes) à Belém.

En tant qu'historien et linguiste, João de Barros mérite la renommée qui se répand dès sa disparition. Ses Décades sont non seulement un précieux recueil d'informations sur l'Histoire des Portugais en Asie, mais elles représentent le début de l'historiographie moderne au Portugal et dans le monde.[réf. nécessaire]
Diogo do Couto est plus tard chargé de poursuivre ses Décades, leur ajoutant neuf autres. La première édition complète des 14 décades a lieu à Lisbonne, au XVIIIe siècle (1778-1788), en 24 volumes in-8.

## Divers
En 1994, João de Barros a été représenté sur les billets de banque portugais de 500 escudos (environ 2,50 euros).

## Sources
Cet article comprend des extraits du Dictionnaire Bouillet. Il est possible de supprimer cette indication, si le texte reflète le savoir actuel sur ce thème, si les sources sont citées, s'il satisfait aux exigences linguistiques actuelles et s'il ne contient pas de propos qui vont à l'encontre des règles de neutralité de Wikipédia.